# رونزتوندیل
رونزتوندیل (به انگلیسی: Ravenstonedale) یک روستا و محله مدنی در بریتانیا است که در منطقه ادن واقع شده‌است. رونزتوندیل ۵۹۴ نفر جمعیت دارد.